# Nicholas Apáti
Nicholas Apáti (còn gọi là Keszei; tiếng Hungary: Apáti Miklós; mất tháng 11 tháng 12 năm 1366) là một giám mục người Hungary vào thế kỷ 14, ông nguyên là Tổng giám mục của Esztergom từ năm 1358 cho đến khi ông qua đời.

## Cuộc đời
Nicholas Apáti sinh ra trong một gia đình nông nô, có nguồn gốc từ Quận Bars.ngày 18 tháng 5 năm 1349, Nicholas Apáti được được phong làm Giám mục Nyitra (ngày nay là Nitra, Slovakia) vào ngày 18 tháng 5 năm 1349. Ông giám sát tu viện của các tuyên úy hoàng gia, canh giữ các kho tàng di tích hoàng gia và thực hiện quyền tài phán đối với những giáo dân. Ông cũng từng là người giữ con dấu hoàng gia. Nicholas Apáti được Giáo hoàng Clement chuyển đến Giáo phận Zagreb vào ngày 11 tháng 1 năm 1350. Apáti hộ tống Louis I, khi quốc vương Hungary khởi hành cho chiến dịch Neapolitan thứ hai vào tháng 4 năm 1350. Sau khi Aversa thất thủ trước quân đội Hungary vào ngày 3 tháng 8, Apáti được phong làm giám mục tại thị trấn. Quân đội Hungary, bao gồm cả Apáti, đến Buda vào ngày 25 tháng 10 năm 1350.  